# Kristóf Szalay-Bobrovniczky
Dans le nom hongrois Szalay-Bobrovniczky Kristóf, le nom de famille précède le prénom, mais cet article utilise l’ordre habituel en français Kristóf Szalay-Bobrovniczky, où le prénom précède le nom.
Kristóf Szalay-Bobrovniczky, né Szalay le 6 juin 1970 à Budapest, est un diplomate et homme politique hongrois.
Il est l'ambassadeur de Hongrie au Royaume-Uni de 2016 à 2022. 
Le 24 mai 2022, il est nommé ministre de la Défense au sein du gouvernement de Viktor Orbán.

## Biographie
Il a un frère cadet, Vince Szalay-Bobrovniczky, un diplomate de carrière qui travaille actuellement[Quand ?]au cabinet du Premier ministre en tant que sous-secrétaire d'État adjoint et qui a été ambassadeur de Hongrie en Finlande et en Estonie et auparavant en Autriche.

## Autres activités
Szalay-Bobrovniczky a été président de l'Association des réservistes hongrois, et en est maintenant le président honoraire. Il a reçu en 2016 la Distinction honorifique de la défense par le ministre hongrois de la Défense.
Kristóf Szalay-Bobrovniczky est le président de la Fondation De Némethy.